# 名古屋市立神沢中学校
名古屋市立神沢中学校（なごやしりつ かみさわちゅうがっこう）は、愛知県名古屋市緑区神沢二丁目にある公立中学校。

## 沿革
- 1975年（昭和50年）4月1日 - 名古屋市立鳴子台中学校分校として設立[2]。
- 1976年（昭和51年）4月1日 - 名古屋市立神沢中学校として分離開校[1]。
- 1978年（昭和53年）1月8日 - 校訓として「汗と愛」を制定する[1]。
- 1979年（昭和54年）5月2日 - 校歌制定[1]。

## 校訓
- 「汗と愛」を校訓として制定している[1]。

## 通学区域
- 名古屋市立戸笠小学校学区[3]
- 名古屋市立黒石小学校学区[3]
- 名古屋市立桃山小学校学区[3]